# Astragalus ghoratensis
Astragalus ghoratensis är en ärtväxtart som beskrevs av Dieter Podlech. Astragalus ghoratensis ingår i släktet vedlar, och familjen ärtväxter. Inga underarter finns listade i Catalogue of Life.